# Galvanická vazba

princip zapojení dvou obvodů (U_{1}, U_{2}) s vazební impedanci Z.

Galvanická vazba (také impedanční vazba) je vazba, při které proudy dvou obvodů protékají přes společnou impedanci Z. Proudy způsobují vždy pokles napětí na vazební impedanci, což může mít rušivý účinek, a proto je nežádoucí. Tato společná impedance je často společným referenčním vodičem, společným dopředným vodičem nebo společným ukostřením různých obvodů na desce plošných spojů. Může mít jak ohmický, tak induktivní nebo kapacitní charakter. Tato impedance je silně kmitočtově závislá. U ohmické impedance se odpor zvětšuje se stoupajícím kmitočtem v důsledku skin efektu. U induktivní impedance se vazební účinek také zesiluje se stoupajícím kmitočtem, zatímco u kapacitní impedance s rostoucím kmitočtem klesá.
Pro vazbu přes impedanční kondenzátoru je vhodnější termín impedanční vazba než galvanická vazba.

## Příklady použití

### Příklad 1

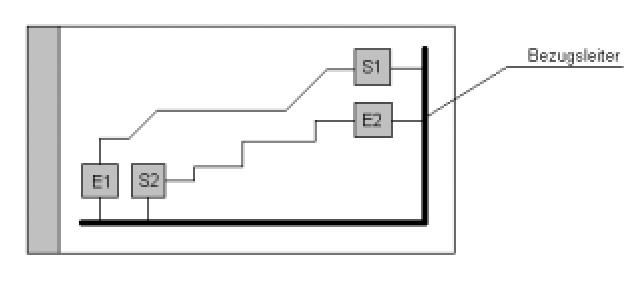
Nežádoucí galvanická vazba mezi elektronickými součástkami přes společné zemnicí vedení.

Součástky na desce plošných spojů jsou uspořádány jak je znázorněno na obrázku. Vysílač a přijímač jsou vzájemně propojeny signálovým vedením. Kromě toho všechny součástky používají společný referenční vodič. Indukčnost referenčního vodiče je 260 nH. S1 spíná proud 20 mA za 10 ns. Výsledný pokles napětí na referenčním vodiči se vypočítá přibližně takto:
{\displaystyle U_{\text{B}}=L\cdot {\frac {\mathrm {d} i}{\mathrm {d} t}}=0{,}52\,\mathrm {V} }

### Příklad 2
Typická vedení na plošných spojích mají obecně měrnou indukčnost 1 µH/m. Spínání zátěžového proudu vede ke zvýšení proudu z 600 mA za 0,1 µs ve vedení k zátěži. Indukční úbytek napětí na 10 cm dlouhém vedení na desce plošných spojů se přibližně vypočítá podle vzorce:
{\displaystyle U_{\text{B}}=L\cdot {\frac {\mathrm {d} i}{\mathrm {d} t}}=0{,}6\,\mathrm {V} }

## Řešení
Aby se zabránilo galvanické vazbě mezi obvody, je nutné provést oddělení potenciálů, které lze provést různými metodami. Oddělení potenciálů lze dosáhnout pomocí relé, transformátorů nebo optočlenů. Další možností je použití samostatných vedení a jejich spojení v jednom bodě (hvězdicový bod). Pokud nelze použít hvězdicové propojení, je možné snížit impedanční vazbu použitím nízkoimpedančního provedení společných vodičů, tj. použitím co největších průřezů pro snížení ohmických odporů a maximálním možným zkrácením vedení pro snížení jeho indukčnosti – nahrazením liniových spojů plochými nebo síťovanými. Tato oddělovací opatření stále však stále nezabraňují induktivní a kapacitní zbytkové vazbě, která může způsobovat rušení.